# Tatra 30
La Tatra 30 est une voiture du fabricant tchèque Tatra fabriquée entre 1926 et 1928. En 1928, la voiture est équipée de nouveaux moteurs et est appelée la Tatra 30/52, et sera produite jusqu'en 1931.

## Conception

### Moteurs
Les moteurs quatre cylindres à plat, opposés deux par deux, sont refroidis par air, ce qui permet d'éliminer les problèmes de gel et de surchauffe du liquide de refroidissement, rendant ce type de moteur mieux adapté au climat de type continental, très froid en hiver et très chaud en été, et éliminant de surcroît le radiateur et parfois aussi la calandre.

#### Tatra 30
La Tatra 30 était propulsée par un moteur boxer quatre cylindres à arbre à cames en tête refroidi par air de 1.679 cm³, placé à l'avant et donnant une puissance revendiquée de 24 cv (17.6 kW). La vitesse maximale était d'environ 90 km/h.

#### Tatra 30 Sport
La Tatra 30 Sport a un moteur de conception similaire de 1.910 cm³, qui lui donne 32-35 PS (23,5–25,7 kW). Cette version a été capable de vitesses allant jusqu'à 130 km/h.

#### Tatra 30/52
Pendant le processus de modernisation, le moteur "52" a été monté. D'une cylindrée de 1.911 cm³, celui-ci délivrait 30 cv (22kW). Ce modèle éphémère ne fut produit que pendant un an, avant que la production du successeur ait entièrement commencé.
La Tatra 30 a été progressivement modernisée jusqu'à être remplacée par la Tatra 52.

### Épine dorsale en tube
La puissance est transmise aux roues arrière via une boîte à quatre vitesses. La Tatra 30 avait un châssis central, une marque du concepteur en chef Ledwinka: l'essieu avant est suspendu par un ressort à lame transversale, tandis qu'un second ressort à lame transversale prend en charge les demi-essieux à l'arrière. L'arbre d'entraînement est situé à l'intérieur du tube de l'épine dorsale. La boîte de vitesses et le moteur sont montés à l'avant du châssis et le différentiel est à l'arrière. Cet ensemble moteur-boîte-arbre-différentiel très rigide et bien suspendu (pour l'époque) donnait leurs qualités routières aux Tatra depuis la T11.

## Les Versions
La Tatra 30 se trouve dans la catégorie des tailles moyennes. De nombreuses versions ont été faites, allant du cabriolet quatre places à la limousine six places.

### Différences par rapport à la Tatra 52
- La Tatra 30 a des freins mécaniques, tandis que la Tatra 52 a des freins hydrauliques.
- La Tatra 30 est plus anguleuse, plus particulièrement aux ailes. Un problème est que, durant les années 1940 à 1960, de nombreuses voitures ont été reconstruites, par exemple, par un propriétaire remplaçant des freins  mécaniques par des freins hydrauliques.

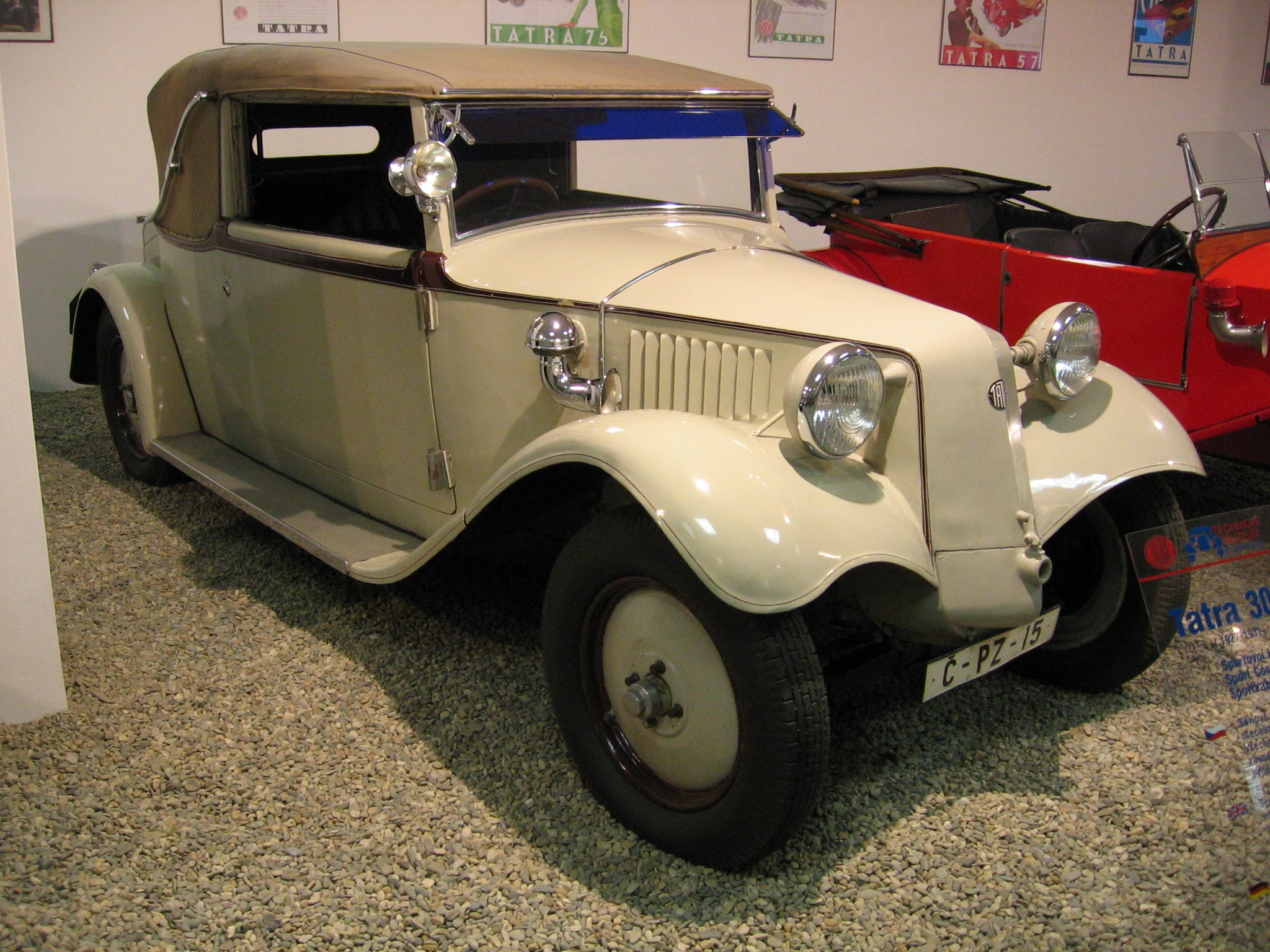
Tatra 30, carrosserie Sodomka
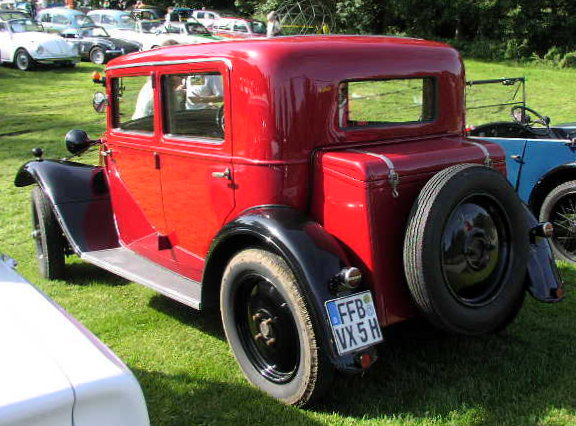